# Rubus mearnsii
Rubus mearnsii är en rosväxtart som beskrevs av Adolph Daniel Edward Elmer. Rubus mearnsii ingår i släktet rubusar, och familjen rosväxter. Inga underarter finns listade i Catalogue of Life.